# Chuck Ealey
Charles „Chuck“ Ealey (* 6. Januar 1950 in Portsmouth, Ohio) ist ein ehemaliger US-amerikanischer American- und Canadian-Football-Spieler. Er spielte sieben Saisons auf der Position des Quarterbacks in der Canadian Football League (CFL).

## Karriere
Ealey begann mit dem Football spielen an der Notre Dame High School, wo er nie ein Spiel verlor. Im Anschluss besuchte er zwischen 1969 und 1971 die University of Toledo, wo er für deren Footballmannschaft College Football spielte. Er gewann mit ihnen alle 35 Spiele und damit dreimal ihre Conference. Zudem führte er die Rockets auch dreimal in den Tangerine Bowl, den sie immer gewannen und Ealey wurde jedes Mal zum MVP gewählt. 1971 wurde er der erste Spieler der Mid-American Conference (MAC), der Stimmen bei der Wahl zum Gewinner der Heisman Trophy bekam, wo er 168 Punkte bekam und damit Achter in der Abstimmung wurde. Er erhielt während seiner Zeit am College noch viele andere Preise, wurde jedoch nie in ein damals von der National Collegiate Athletic Association anerkanntes First Team All-America gewählt, ein Umstand, der ihm lange den Zugang zur College Football Hall of Fame verwehrte. 2022, ein Jahr nach dem letzten möglichen regulären Aufnahmetermin (50-Jahres-Frist), wurde Ealey schließlich auf Vorschlag des NFF Veterans Committee in die College Football Hall of Fame gewählt. 1988 wurde Ealey bereits für seine Leistungen in die MAC-Hall-of-Fame aufgenommen. Zum 100-jährigen Jubiläum der Rockets wurde ein Jubiläumsteam gewählt. Ealey landete dabei auf Platz eins.
Nachdem er im NFL Draft 1972 nicht ausgewählt wurde, verpflichteten ihn die Hamilton Tiger-Cats aus der Canadian Football League. Nachdem er nach dem vierten Spieltag seiner ersten Saison Starting-Quarterback wurde, führte er sie in den Grey Cup, den sie auch gewannen. Ealey wurde dabei zum Grey Cup Most Valuable Player und wurde im gleichen Jahr auch zum herausragendsten Rookie der CFL gewählt. 1974 wechselte er zu den Winnipeg Blue Bombers, wo er jedoch enttäuschte und 1975 durch Dieter Brock ausgetauscht wurde. 1975 wechselte er deshalb zu den Toronto Argonauts. 1978 trat er nach einem Lungenkollaps vom Profisport zurück. Zuvor hatte er noch ein Angebot von Hamilton bekommen, was er jedoch ablehnte.

## Dokumentationen
- Undefeated: The Chuck Ealey Story
- Engraved on a Nation – Stone Thrower: The Chuck Ealey Story